# Max van de Sandt
Maximiliaan Hendrikus Maria (Max) van de Sandt (Rotterdam, 18 oktober 1863- Keulen, 14 juli 1934) was een Nederlands pianist en Duits muziekpedagoog.
Hij was zoon van winkelier/pianist Cornelis van de Sandt en Petronella Johanna Smidts. Hijzelf trouwde met Adele Plum.
Zijn eerste lessen kreeg hij van zijn vader. Aanvullende lessen volgden bij Theodoor Verhey en Friedrich Gernsheim. In 1879 zat hij al onder leiding van Ferdinand Blumentritt op het podium van de Maatschappij tot Nut van 't Algemeen in Rotterdam voor een uitvoering van het Pianoconcert nr. 2 van Felix Mendelssohn Bartholdy. Hij begon toen aan concertreizen, die hem bijvoorbeeld tot in Keulen bracht, waarbij hij ook Ferdinand Hiller ontmoette. Die concerten in Keulen vielen op bij Franz Liszt die hem onder zijn hoede nam aan het Conservatorium van Keulen als ook in concerten aan het hof van Saksen-Weimar en bij de familie Wagner in Bayreuth. Er volgden meer concert- en kunstreizen. Tussen 1887 en 1894 was hij betrokken bij het Stern'sches Konservatorium in Berlijn. Hij zegde zijn  baan op en werd privéleraar in Nederland, Duitsland en Oostenrijk. Zijn roem bracht hem zover dat koningin-moeder Emma van Waldeck-Pyrmont hem op audiëntie vroeg tijdens een haar verblijf in Berlijn. Hij trok in 1896 weer naar het conservatorium in Keulen, waar vanuit hij tien jaar concerten bleef geven. Daarna volgde eenzelfde situatie vanuit Bonn, alhoewel hij Keulen-Lindenthal bleef wonen. Onze Musici en de Letzer-gids benoemden hem tot een van de bekendste pianisten uit hun tijd.
Onder zijn leerlingen bevonden zich Pauline de Haan-Manifarges, Jan van Gilse, Otto Vrieslander en Fritz Brun.
Van de Sandt schreef een aantal werken, meest op gebied van kamermuziek, waaronder een concertétude (opus 16), drie strijkkwartetten, een piano- en een cellosonate en twee pianoconcerten, in de 21e eeuw allemaal vergeten werken.